# 926-й истребительный авиационный полк
926-й истребительный авиационный полк (926-й иап) — воинская часть Военно-воздушных сил (ВВС) Вооружённых Сил РККА, принимавшая участие в боевых действиях Великой Отечественной войны.

## Наименования полка
За весь период своего существования полк своё наименование не менял:
- 926-й истребительный авиационный полк;
- Войсковая часть (Полевая почта) 78642.

## История и боевой путь полка
926-й истребительный авиационный полк начал формироваться 22 июня 1942 года при Батайской военной авиационной школе пилотов на аэродроме Евлах по штату 015/174 на самолётах ЛаГГ-3. Окончательно сформирован 9 июля 1942 года. С 9 июля вошёл в состав ВВС Закавказского фронта, боевой работы не вёл. 15 июля полк перебазировался на аэродром Новоалексеевка (г. Тбилиси) для получения самолётов ЛаГГ-3 с завода № 31. С 8 по 12 августа полк входил в состав 4-й воздушной армии Северной группы Закавказского фронта, выполнял задачи ПВО порта Махачкала.
С 13 августа 1942 года полк приступил к боевой работе в составе 219-й бомбардировочной авиационной дивизии 4-й воздушной армии Северной группы Закавказского фронта на самолётах ЛаГГ-3.
Первая известная воздушная победа полка в Отечественной войне одержана 15 августа 1942 года: парой ЛаГГ-3 (ведущий лейтенант Чиркин А. Л.) в воздушном бою в районе ст. Зольская сбит немецкий истребитель Ме-109 (Messerschmitt Bf.109).
2 сентября 1942 года полк принял самолёты ЛаГГ-3 с лётчиками от 927-го иап, а 18 сентября передал матчасть с лётчиками в 790-й иап и убыл в 6-й отдельный учебно-тренировочный авиационный полк 4-й воздушной армии. 8 октября 1942 года полк выведен в тыл на доукомплектование.
В 26-м запасном истребительном авиаполку Закавказского военного округа (ст. Сандары ГрузССР) в период с 30 октября 1942 года по 28 марта 1943 года полк переформирован по штату 015/284 и доукомплектован. 24 марта получил 32 облегчённых ЛаГГ-3 эскадрильи «Советская Грузия».
Со 2 апреля 1943 года вернулся к боевой работе в составе 229-й истребительной авиационной дивизии 4-й воздушной армии Северо-Кавказского фронта. 29 ноября вместе с 229-й истребительной авиационной дивизией 4-й воздушной армии введён в состав войск Отдельной Приморской армии, освобождавшей Крым. 15 декабря 1943 года исключён из действующей армии.
С 16 декабря 1943 года по 27 марта 1944 года находился в резерве СВГК в ВВС Северо-Кавказского военного округа на аэродроме Армавир, где переформирован по штату 015/364 и освоил истребители Ла-5. Убыл из ВВС Северо-Кавказского военного округа 27 марта 1944 года в распоряжение Командующего ВВС Харьковского военного округа на аэродром г. Лебедин. С 1 апреля вошёл в состав 5-й запасной авиационной бригады ВВС Харьковского военного округа. С мая приступил к перегонке истребителей Ла-5 и Ла-7 в действующую армию. В октябре 1944 года освоил самолёты Як-9. В составе 5-й запасной авиационной бригады находился до 22 августа 1945 года.

### Участие в операциях и битвах
- Битва за Кавказ:
  - Армавиро-Майкопская операция — с 13 августа 1942 года по 17 августа 1942 года.
  - Моздок-Малгобекская операция — с 1 сентября 1942 года по 18 сентября 1942 года.
  - Воздушные сражения на Кубани — с апреля 1943 года по июль 1943 года
  - Новороссийская операция[2] — с 10 сентября 1943 года по 16 сентября 1943 года.
  - Таманская наступательная операция[2] — с 10 сентября 1943 года по 9 октября 1943 года.
- Битва за Крым:
  - Керченско-Этильгентская операция — с 31 октября 1943 года по 11 декабря 1943 года.

### В составе действующей армии
В составе действующей армии полк находился:
- с 22 июня 1942 года по 7 октября 1942 года;
- с 2 апреля 1943 года по 15 декабря 1943 года[3].

### Итоги боевой деятельности полка
Всего за годы Великой Отечественной войны полком:
| Выполнено боевых вылетов | Проведено воздушных боёв | Сбито самолётов противника |
| ------------------------ | ------------------------ | -------------------------- |
| 1659                     | 68                       | 89                         |

### Послевоенная история полка
После войны полк продолжал находиться в составе 5-й запасной авиационной бригады ВВС Харьковского военного округа. С 23 августа полк в составе ВВС Киевского военного округа. В связи с послевоенным сокращением вооружённых сил 15 января 1946 года полк расформирован в составе ВВС Киевского военного округа.

## Командиры полка
- капитан, майор Эмиров Валентин Аллахиярович (погиб)[1], 22.06.1942 — 10.09.1942
- капитан Журавлёв Дмитрий Анисимович (ВрИД)[1], 11.09.1942 — 13.11.1942
- майор Терпугов Лев Николаевич[1], 13.11.1942 — 09.1945

## Отличившиеся воины
- Эмиров Валентин Аллахиярович, командир 926-го истребительного авиационного полка 219-й бомбардировочной авиационной дивизии 4-й воздушной армии Закавказского фронта, капитан. Указом Президиума Верховного Совета СССР от 13 декабря 1942 года за образцовое выполнение боевых заданий командования и проявленные при этом геройство и мужество капитану Эмирову Валентину Аллахияровичу посмертно присвоено звание Героя Советского Союза (посмертно).

## Лётчики-асы полка
| Фамилия, имя отчество             | Награды | Сбито самолётов (+ в группе) | Примечание |
| --------------------------------- | ------- | ---------------------------- | --- |
| Проворихин Владимир Борисович     |         | 15 + 1                       | Боевых вылетов: 261. В полку: авг. — сент. 1942 и апр. 1943—1943. 13.04.1945 г. ранен взрывом противопехотной мины, отправлен в госпиталь Умер в 1989 г.                                                         |
| Сибикеев Михаил Леонтьевич        |         | 12 + 3                       | В полку: авг. — сент. 1942. Боевых вылетов: 314; воздушных боёв: 72. |
| Чиркин Алексей Лукьянович         |         | 10 + 6                       | В полку: август — октябрь. Боевых вылетов: 195; воздушных боёв: 67. |
| Санников Агафон Кузьмич           |         | 10 + 4                       | Боевых вылетов: 350 (04.02.1945). В полку: август 1942 — сентябрь 1942. далее в 790-м иап. 25 марта 1945 года при заходе на посадку столкнулся с Ла-5 863-го иап, получил тяжёлые травмы, отправлен в госпиталь. |
| Щеблыкин Пётр Иванович            |         | 8 + 0                        | Лётчик полка: сент. 1942 — июнь 1943. Боевых вылетов: 198; воздушных боёв: 76. 14.03.1944 тяжело ранен в воздушном бою, потерял руку. После госпиталя списан с лётной работы.                                    |
| Матвиенко Трифон Трифонович       |         | 7 + 4                        | Лётчик полка: авг. — сент. 1942. Боевых вылетов: около 250. |
| Михайлов Анатолий Иванович        |         | 7 + 1                        | Лётчик полка: авг. 1942—1943. |
| Эмиров Валентин Аллахиярович      |         | 6 + 3                        | Командир полка: . Боевых вылетов: около 180; воздушных боёв: более 20. Погиб 10 сентября 1942 г. Покинул самолёт после тарана, но парашют не раскрылся.                                                          |
| Михайлов Владимир Александрович   |         | 6 + 2                        | Лётчик полка: апр. — июнь 1943. Боевых вылетов: 690; воздушных боёв: 113. Погиб 12 марта 1946 г. в результате несчастного случая (от удара электротоком).                                                        |
| Александрович Яков Александрович  |         | 5 + 3                        | Лётчик полка: авг. 1942 — июль 1943. Боевых вылетов: 97; воздушных боёв: 14 |
| Макарский Александр Брониславович |         | 5 + 1                        | Лётчик полка: март — июнь 1943. Боевых вылетов: около 70. Погиб 1 июня 1943 г. Сбит в воздушном бою. |